# پنسویل، نیوجرسی
پنسویل (به انگلیسی: Pennsville Township) شهری در ایالت نیوجرسی کشور ایالات متحده آمریکا است که جمعیت آن در سرشماری سال ۲۰۱۰ میلادی، ۱۳٬۴۰۹ نفر بوده‌است.